# Hoa hậu Hoàn vũ 1960
Hoa hậu Hoàn vũ 1960 là cuộc thi Hoa hậu Hoàn vũ lần thứ 9 được tổ chức vào ngày 9 tháng 7 năm 1960 tại Nhà hát Thính phòng Miami Beach ở Miami Beach, Florida, Hoa Kỳ. Cuộc thi có tổng cộng 43 thí sinh tham gia với chiến thắng thuộc về hoa hậu nước chủ nhà, Linda Bement. Linda được trao vương miện bởi Hoa hậu Hoàn vũ 1959 Akiko Kojima đến từ Nhật Bản.

## Kết quả

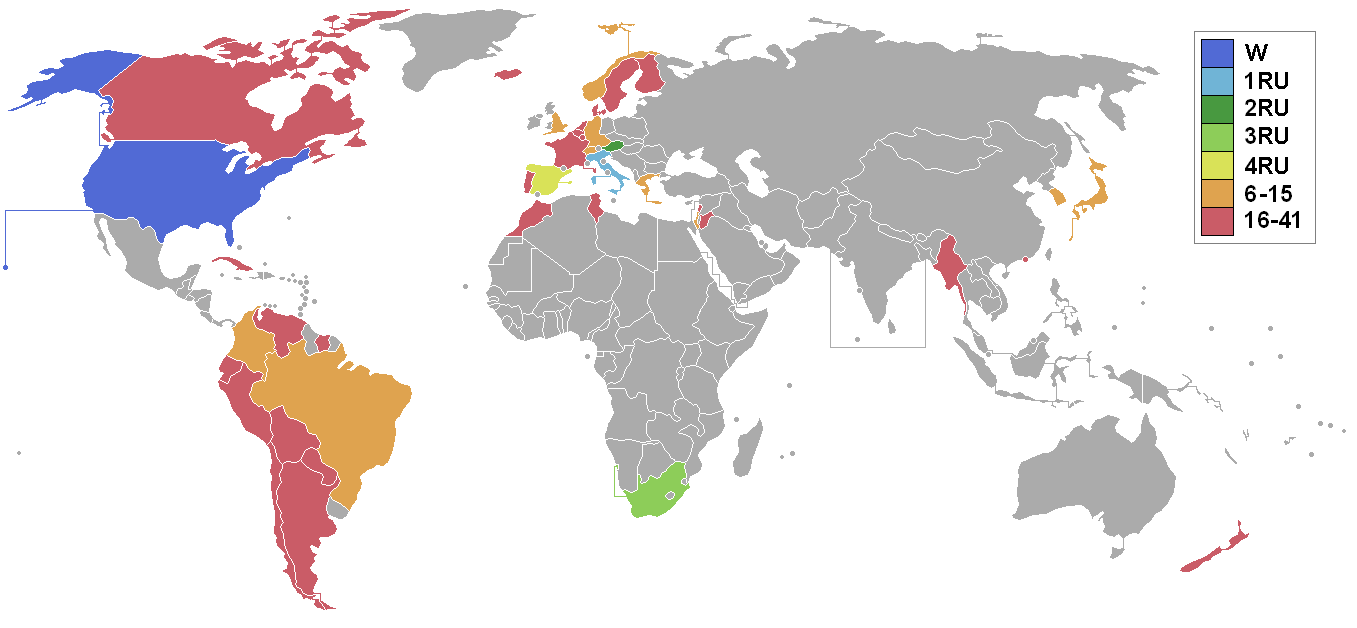
Các quốc gia và lãnh thổ tham gia Hoa hậu Hoàn Vũ 1960 và kết quả.

### Thứ hạng
| Kết quả              | Thí sinh |
| -------------------- | --- |
| Hoa hậu Hoàn vũ 1960 | - Hoa Kỳ – Linda Bement † |
| Á hậu 1              | - Ý – Daniela Bianchi |
| Á hậu 2              | - Áo – Elizabeth Hodacs |
| Á hậu 3              | - Nam Phi – Nicolette Caras |
| Á hậu 4              | - Tây Ban Nha – María Teresa del Río |
| Top 15               | - Brazil – Jean Gina MacPherson - Colombia – Stella Márquez - Anh – Joan Ellinor Boardman - Đức – Ingrun Helgard Moeckel - Hy Lạp – Magda Passaloglou - Israel – Aliza Gur - Nhật Bản – Yayoi Furuno - Hàn Quốc – Sohn Miheeja - Na Uy – Ragnhild Aass - Thụy Sĩ – Elaine Maurath |

### Các giải thưởng đặc biệt
| Giải thưởng        | Thí sinh                                                             |
| ------------------ | -------------------------------------------------------------------- |
| Hoa hậu Thân thiện | - Miến Điện – Sodsai Venitwatana - Louisiana – Judy Rebecca Fletcher |
| Hoa hậu Ảnh        | - Ý – Daniela Bianchi                                                |

- Cuộc thi Hoa hậu Hoàn vũ và Hoa hậu Mỹ lúc này được tổ chức như hai sự kiện song song với nhau nên có hai giải thưởng Hoa hậu Thân thiện cho mỗi cuộc thi.

## Hội đồng giám khảo
- Maxwell Arnow
- Claude Berr
- Irwin Hansen
- Russell Patterson
- Vuk Vuchinich
- Miyoko Yanagida

## Thí sinh tham gia

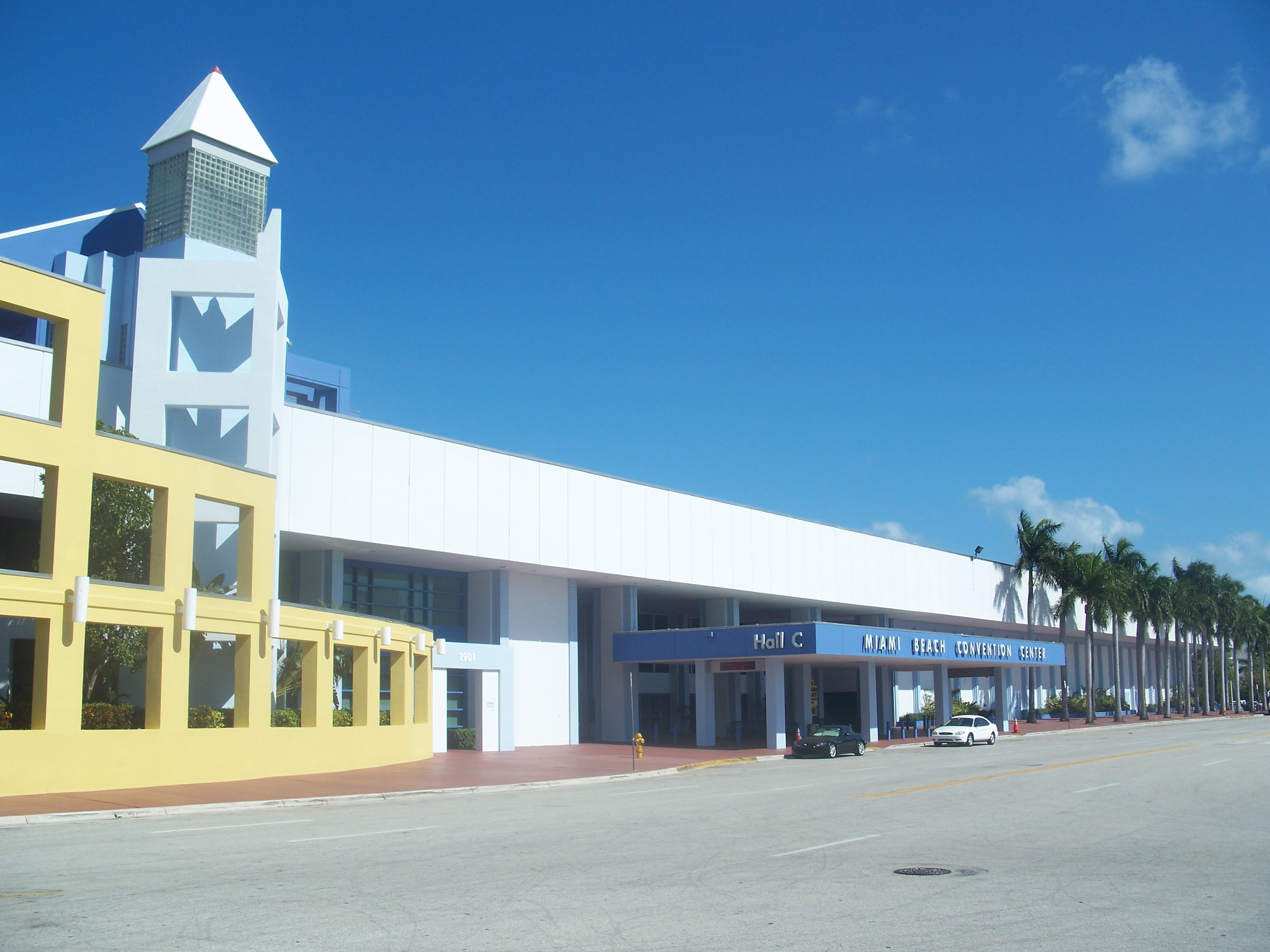
Nhà hát Thính phòng Miami Beach, địa điểm chính thức diễn ra cuộc thi Hoa hậu Hoàn vũ 1960.

Cuộc thi có tổng cộng 43 thí sinh tham gia:
| Quốc gia/Vùng lãnh thổ | Thí sinh                   |
| ---------------------- | -------------------------- |
| Argentina              | Rose Marie Lincke          |
| Áo                     | Elizabeth Hodacs           |
| Bỉ                     | Huberte Bax                |
| Bolivia                | Nancy Aguirre              |
| Brazil                 | Jean Gina MacPherson       |
| Miến Điện              | Myint Myint May            |
| Canada                 | Edna Dianne McVicar        |
| Chile                  | Marinka Polhammer Espinoza |
| Colombia               | Stella Márquez             |
| Costa Rica             | Leila Rodríguez            |
| Cuba                   | Flora Lauten Hoyos         |
| Đan Mạch               | Lizzie Ellinor Hess        |
| Ecuador                | Isabel Rolando Ceballos    |
| Anh                    | Joan Ellinor Boardman      |
| Phần Lan               | Marja Leena Manninen       |
| Pháp                   | Florence Anne Marie Eyrie  |
| Đức                    | Ingrun Helgard Moeckel     |
| Hy Lạp                 | Magda Passaloglou          |
| Hà Lan                 | Carina Verbeek             |
| Hồng Kông              | Vivian Cheung              |
| Iceland                | Svanhildur Jakobsdóttir    |
| Israel                 | Aliza Gur                  |
| Ý                      | Daniela Bianchi            |
| Nhật Bản               | Yayoi Furuno               |
| Jordan                 | Helen Giatanapoulus        |
| Hàn Quốc               | Sohn Miheeja               |
| Liban                  | Gladys Tabet               |
| Luxembourg             | Marie Venturi              |
| Maroc                  | Marilyn Escobar            |
| New Zealand            | Lorraine Nawa Jones        |
| Na Uy                  | Ragnhild Aass              |
| Paraguay               | Mercedes Teresa Ruggia     |
| Peru                   | Medallit Gallino           |
| Bồ Đào Nha             | Maria Teresa Motta Cardoso |
| Nam Phi                | Nicolette Joan Caras       |
| Tây Ban Nha            | María Teresa del Río       |
| Suriname               | Christine Jie Sam Foek     |
| Thụy Điển              | Birgitta Öfling            |
| Thụy Sĩ                | Elaine Maurath             |
| Tunisia                | Marie Louise Carrigues     |
| Uruguay                | Iris Teresa Ubal Cabrera   |
| Hoa Kỳ                 | Linda Bement               |
| Venezuela              | Mary Quiroz Delgado        |

## Chú ý

### Lần đầu tham gia
- Jordan
- Bồ Đào Nha
- Tây Ban Nha
- Tunisia

### Trở lại
| - Lần cuối tham gia vào năm 1953: - Nam Phi - Thụy Sĩ - Lần cuối tham gia vào năm 1954: - Hồng Kông - New Zealand - Lần cuối tham gia vào năm 1955: - Phần Lan - Liban | - Lần cuối tham gia vào năm 1957: - Maroc - Lần cuối tham gia vào năm 1958: - Chile - Paraguay - Suriname - Venezuela |

### Thay thế
- Đan Mạch – Antje Moller được thay thế bởi Lizzie Ellinor Hess do cô mới chỉ có 16 tuổi không đạt độ tuổi theo quy định.

### Bỏ cuộc
- Guatemala
- Hawaii
- Mexico – Lorena Velázquez
- Ba Lan – Marzena Malinowska
- Thái Lan
- Thổ Nhĩ Kỳ

### Không tham gia
- Cameroon – Sale Assouen
- Haiti – Claudinette Fourchard
- Tahiti – Maria Flohr